# Wanda Flakowicz
Wanda Flakowicz (* 9. Februar 1917; † 25. September 2002) war eine polnische Kugelstoßerin.

## Leben
1938 gewann sie bei den Leichtathletik-Europameisterschaften in Wien Bronze mit 12,55 m.
Ihre persönliche Bestleistung von 13,21 m stellte sie am 14. August 1938 in Bydgoszcz auf.